# Omphale triclava
Omphale triclava är en stekelart som beskrevs av Christer Hansson 1996. Omphale triclava ingår i släktet Omphale och familjen finglanssteklar. Inga underarter finns listade i Catalogue of Life.